# Alexander Walerjewitsch Schkurinski
Alexander Walerjewitsch Schkurinski (russisch Александр Валерьевич Шкуринский; * 11. April 1995 in Krasnodar) ist ein russischer Handballspieler.

## Karriere

### Verein
Alexander Schkurinski lernte das Handballspielen in seiner Heimatstadt beim Erstligisten SKIF Krasnodar, mit dem er 2017 den russischen Pokal gewann. In der Saison 2015/16 nahm er am EHF Challenge Cup teil.  Ab 2017 lief der 1,93 m große linke Rückraumspieler beim belarussischen Erstligisten Brest GK Meschkow unter Vertrag. Mit Brest wurde er 2018, 2019, 2020 und 2021 belarussischer Meister sowie 2018, 2020 und 2021 Pokalsieger. Zudem spielte er jedes Jahr in der EHF Champions League. Ab 2021 spielte er für den französischen Erstligisten HBC Nantes. Mit Nantes gewann er im Dezember 2021 die Coupe de la Ligue (Ligapokal), 2022 den Trophée des Champions (Supercup) und 2023 die Coupe de France (Pokal). Im Sommer 2023 kehrte er zu Brest GK Meschkow zurück.

### Nationalmannschaft
Mit der russischen Nationalmannschaft nahm Schkurinski an der Weltmeisterschaft 2017 (12. Platz), an der Weltmeisterschaft 2019 (14. Platz) und an der Europameisterschaft 2020 (22. Platz) teil. Insgesamt bestritt er mindestens 41 Länderspiele, in denen er 88 Tore erzielte.